# 胡氏 (万暦帝の侍女)
胡氏（こし、1596年 - ?）は、明の万暦帝の側女。

## 経歴
万暦年間、後宮に入り、宮女となった。老齢の万暦帝と関係したが、位号は無かった。万暦48年（1620年）、万暦帝の崩御により、東三所（侍女の居所）に移された。
崇禎17年（1644年）3月、李自成軍が皇宮に進入すると、弟・胡添才の家へ逃れて避難した。順治元年、清朝政府に手当を申し込むが、正式的な妃嬪身分がなかったため、摂政王ドルゴンは申請を拒絶した。

## 伝記資料
- 『清世祖実録』
- 『北京東岳廟香会碑刻』